# Billboard Hot 100
Billboard Hot 100（ビルボードホット100）は、ビルボードによるアメリカを代表する楽曲人気チャート。毎週火曜日に発表される。日本のメディア等では、全米チャートと称されることもある。
1958年の開始当初から複合チャートであり、当時はシングルセールス、ラジオのエアプレイ、ジュークボックスで構成していたが、現在は、セールス（フィジカル・ダウンロードの売上を合算）、ストリーミング（サブスクリプション・ソーシャルメディアの再生回数を合算）、エアプレイ（ラジオでの放送回数）のデータに基づいて順位が決定される。

## 集計期間
セールスとストリーミングの集計期間は金曜に始まり木曜に終わり、エアプレイの集計期間は月曜に始まり日曜に終わる。新しいチャートは編集されて、公式に『ビルボード』から発表されるのは次の火曜であり、発表日付はその週の土曜日の表記になっている。
（例）
- 1月1日（金曜） - セールスとストリーミング集計期間開始
- 1月4日（月曜） - エアプレイ集計期間開始
- 1月7日（木曜） - セールスとストリーミング集計期間終了
- 1月10日（日曜） - エアプレイ集計期間終了
- 1月12日（火曜） - 新しいチャートが発表、日付は1月16日（土曜）となる

以前のセールスとストリーミングの集計期間は月曜日から日曜日までの間であったが、2015年7月から新譜の発売日がアメリカを含む世界45カ国で金曜日に統一されたため、集計期間が金曜日から木曜日の間に変更された。Hot 100において最初にナンバーワンになった曲は、リック・ネルソンの "Poor Little Fool" である。1958年8月4日のことであった。2011年2月26日付けで、Hot 100は1000曲のナンバーワンヒットを出している。なお、1000曲目のナンバー・ワンはレディー・ガガの『ボーン・ディス・ウェイ』である。2022年、テイラー・スウィフトがトップ10を独占し、64年の歴史で史上初の快挙となった。

## 歴史
現在のHot 100になるまでの経緯はどのようなものであったのか。60年以上に渡り存在感のある大きなチャートであり、大半のポピュラーシングルを毎日いくつかの地域で集計しランク付けしているのである。1940年代から1950年代にかけては、ポピュラーシングルは3つの重要なチャートでランク付けされていた。
Best Sellers In Stores（小売店におけるベストセラー）
小売店において最も売れたシングルをランク付けした（20から50位まで存在）。アメリカ国内至る所の小売店が集計したものの報告による。
Most Played By Jockeys（ジョッキーが最も流した曲）
アメリカのラジオ局で最も流れた曲をランク付けした（20から25位まで存在）。ラジオのディスクジョッキーとラジオ局の報告による。
Most Played In Jukeboxes（ジュークボックスで最も流れた曲）
アメリカ中のジュークボックスで最も流れた曲をランク付けした（20位まで存在）。これは、若者層のリスナーの曲の人気度を測る一般的な方法であり、故に多くのラジオ局はロックンロールミュージックを自分たちが流す曲のリストに入れることに対し長いこと抵抗した。
公式には3つのチャートは同じ「重み」を重要性の面で持っていたのだが、多くのチャート歴史家は小売店におけるベストセラーチャートはHot 100を作成するときに曲の実力を計るものとして優先されたと述べている。
『ビルボード』は、ついにはシングル人気チャートを作り上げた。それは全ての面でのシングルの実力を一体化したもの（セールス、エアプレイ、ジュークボックス）であり、ポイントシステムに基づいており、それはラジオでのエアプレイよりもセールスに大きな重みを置いていた。週の終わりである1955年11月12日、『ビルボード』はThe Top 100を初めて発行した。 "Best Sellers In Stores"、"Most Played By Jockeys"、"Most Played In Jukeboxes" の各チャートも新しい "Top 100" チャートと共存して発行されていた。
1957年6月17日、『ビルボード』は "Most Played In Jukeboxes" のチャートを中止した。それは、ジュークボックスの人気が落ちていき、ラジオ局がロック色のある音楽をプレイリストにさらに加え出したからである。1958年7月28日で終わる週は "Most Played By Jockeys" と "Top 100" チャートが発行された最後の週であり、両チャート共にペレス・プラードの「パトリシア」がトップに上昇した。
1958年8月4日付、『ビルボード』は主要な全ジャンルのシングルチャートを公開した。それは "Hot 100" である。"Top 100" に似ているが、最初のHot 100チャートは全ての曲の「チャート週数」を「1」に戻した。Hot 100は素早く業界の標準になり、『ビルボード』は "Best Sellers In Stores" チャートを1958年10月13日付で中止した。
『ビルボード』はその頃からHot 100を制作していて、2020年代の現在でもアメリカにおける曲の人気を計る際の基準となっている。Hot 100は曲のセールスポイントとストリーミングポイントとエアプレイポイントを合わせることでまとめられている。
いくつかのコンポーネントチャートが存在する。チャートの中身はHot 100の集計に含まれる要素の一部分である。最も有名なものを以下に挙げる。
Hot 100 Airplay（ホット100エアプレイ）
（『ビルボード』による）約1000のラジオ局において行われる。「アダルト・コンテンポラリー・ミュージック、R&B、ヒップホップ、カントリー・ミュージック、ロック、ゴスペル、ラテン、クリスチャン・ミュージック形式の曲をデジタルで1日24時間、1週間ずっと調べる。チャートは聴衆へ曲が届いた回数で決められ、ラジオの正確なエアプレイ回数をアービトロンの持つリスナーデータを参照にすることで算出している。」
1984年10月20日付から公表を開始した。
Hot 100 Singles Sales（ホット・シングルズ・セールス）
(『ビルボード』による)「売れているシングルを小売店、量販店とインターネットによるセールスで計る。そのデータはニールセン・サウンドスキャン (Nielsen SoundScan) によって集められ、まとめられ、供給されている。」ここでいうシングルとはフィジカル・シングル（物理媒体のシングル）のことである。
Hot 100 Airplayと同じく1984年10月20日付から公表を開始したが、アメリカにおけるフィジカル・シングルの販売枚数の減少から、2017年11月25日付で終了した。最後の1位作品は、Emcee N.I.C.E.の「I Got Angels」だった。
Hot Digital Songs（ホット・デジタル・ソングス）
デジタルのセールスは、ニールセン・サウンドスキャンによって集計されていて、その曲のセールスポイントも含まれている。
2004年10月30日付から公表を開始した。

## ポリシー変更
データの入手・作成方法のポリシーは、チャートの歴史上至る所で何回も変更された。
シングル・ミュージック・チャートの出現により、チャート歴史家、チャート・ウォッチャー、大きく影響された大衆文化、数え切れないほどたくさんのトリビアを生み出してきた。Hot 100の主目的は、音楽産業を作る補助であった。それは「製品」（シングル、アルバムなど）の人気を反映し、大衆市場の傾向をつかむことであった。『ビルボード』は（何度も）集計方法とポリシーを変えてきた。それは、何が人気か最も正確に反映させるためである。一番基本となる例はセールスとエアプレイの比率の変更であろう。Hot 100の初期の時代において、人々が音楽を購入する最も一般的な方法はシングル盤であった。シングル・セールスが伸びると共に、シングルのセールスポイントにラジオのエアプレイより大きな比重が置かれた。
時代は過ぎ、レコード産業はシングル・セールスよりもアルバム・セールスに集中していった。ミュージシャンたちもついには自分たちの作品をシングルよりもフル・アルバムにまとめ、1990年代には多くのレコード会社がシングル発売を完全に止めてしまった（後述のアルバムカットを参照のこと）。曲のエアプレイポイントはセールスより重きを置かれた。『ビルボード』はセールス/エアプレイの比重を幾度となく調節してきた。それは、曲の本当の人気をさらに正確に反映させるためである。

### 両A面シングル
『ビルボード』は「両A面シングル」と見なされるものの、Hot 100におけるポリシーも何度か変更している。Hot 100チャートの前身 "Best Sellers In Stores" においては、A面とB面を一括でチャートインさせ、より多く流れていた面（他のチャートに基づいていた）を先に表記していた。最も有名な曲の一つとしてエルヴィス・プレスリーの「冷たくしないで」/「ハウンド・ドッグ」がある。プレスリーのシングルがチャートに登場している間、表面は2曲のどちらかが行ったり来たりしていた。しかし、同時に存在した "Most Played By Jockeys"、"Most Played In Jukeboxes"、"Top 100" では他のすべての曲と同様に、2曲は別々にチャートインしていた。1958年のHot 100のイニシエーションにより、前身のTop 100のようにA面とB面は別々にチャートインすることになった。
1969年11月29日付のHot 100チャートから、このルールは変更された。もし、両面ともエアプレイ回数が多ければ、2曲の合算でチャートインすることになった。その結果、ビートルズの「カム・トゥゲザー」/「サムシング」は同日付のHot 100で2曲のポイントが合算されて1位となった。これは、1972年に論争の種となった。それは、大半の大手レコード会社が1960年代以後、一般的に行うようになった「同じ曲をシングルの両面に収録し、ラジオに提供する」という方法のためである。
もっと複雑な問題が出てきた。典型的なA面、B面フォーマットが12インチシングルやマキシシングルで発売されるようになって、多くのそういったシングルはB面に2曲以上収録するようになった。さらなる問題としては数例において、B面曲がA面曲を人気で上回ってしまった場合があった。そういう場合、すぐにレコード会社は新しいシングルを出した。元々のB面曲がA面曲となり、「新しい」B面曲が一緒に収録された。
アルバムカットをHot 100に含めることによって両面ヒットは消滅した。

### アルバムカット
Hot 100チャートのポリシーの多くは長年かけて改められてきたが、変わらないルールがあった。シングルとして発売されない曲はHot 100へのチャートイン資格がないというルールである。しかし、1998年12月5日、Hot 100は「シングル」のチャートから「楽曲」のチャートに替わった。1990年代、アメリカの音楽産業におけるトレンドは「シングルを発売せず、アルバムから収録曲をラジオ向けにプロモートする」というものであった。大手レコード会社は、シングルの発売によりアルバムの売り上げが落ちることを恐れ、ゆっくりとフェードアウトさせていった。この時期は、チャート操作に対する非難が始まった。それはレーベルがシングルの発売をエアプレイのピークまで遅らせることで、初登場トップ10や一部の例では初登場1位が誘発されていたことである。多くの場合、レーベルはシングルをわずか1週間で廃盤にしてしまい、それが曲をHot 100に高い順位で登場すること、1回のみ生産された市販のシングルが完売するまで順位がゆっくり下がることを許していた。
この頃は数曲の主なヒットがHot 100には登場しないか、エアプレイ頻度が減ってから登場していた。シングルとして発売されない曲はHot 100へのチャートイン資格がないとされた。こういった曲の多くがHot 100 エアプレイチャートを長い間支配した。
- 1995年 ザ・レンブランツ - 「アイル・ビー・ゼア・フォー・ユー」（8週間1位）
- 1996年 ノー・ダウト - 「ドント・スピーク」（16週間1位）
- 1996年 シュガー・レイ（ウィズ・スーパー・キャット） - 「フライ」（6週間1位）
- 1997年 ウィル・スミス - 「メン・イン・ブラック」（4週間1位）
- 1997年 カーディガンズ - 「ラヴフール」（8週間2位）
- 1998年 ナタリー・インブルーリア - 「トーン」（11週間1位）
- 1998年 グー・グー・ドールズ - 「アイリス」（18週間1位）

論争や衝突がたびたび起こるようになって、『ビルボード』は最終的に音楽産業やその関係者の要求に応えた。エアプレイのみのシングル（アルバムカット）をHot 100に組み込んだ。シングルで発売されない曲はHot 100 エアプレイチャートで75位以上の場合Hot 100チャートに載ることが可能になった。

### EP
EPリリースは『ビルボード』のHot 100チャートとプレHot 100チャート（Top 100）において1960年半ばから終わりまで載せられていた。アルバムが一般化するに伴い、EP盤（普通は4曲から6曲収録されていた）をHot 100からBillboard 200チャートへ移動することが決まり、そのまま今日に至っている。

### デジタル・ダウンロード
Billboard Hot 100では現在iTunes、Napster、MUSICMATCH、ラプソディーなどといったデジタル・ダウンロードが集計されている。
『ビルボード』は初めにダウンロードの集計を2003年に "Hot Digital Tracks" チャートで開始した。当初ダウンロードはHot 100には集計されず、チャートは（"Hot Digital Songs" に対して）どのバージョンの曲も別々にカウントされた（チャートは現在でも "Hot Digital Songs" として存在する）。
2005年2月12日付からデジタル・ダウンロードの売上がHot 100に集計されることになった。これは1998年12月以来、最初の大きなHot 100チャートのルールの整備となった。
ルールの変更により、チャートはかなり不規則となった。一部の曲はオンラインセールスの好調によってチャートに入るのが厳しくなり、他の曲は劇的に上昇した。2000年代に入ると、数曲が1週に80から90位上昇するという記録を達成している。デジタルデータが音楽配信サイトにて発売開始されたときに起こる現象である。
2007年8月11日付けより、『ビルボード』誌はストリーミング・メディアとオンデマンドサービスの週間データをHot 100に含めた。ニールセン BDLの統計にデータを提供している最初の主要な2つの会社はAOL MusicとYahoo! Musicであり、これから増えることであろう。
2012年からは有料ストリーミングの再生回数がHot 100に加算されるようになった。
2013年3月2日付からはYouTubeの動画再生回数がHot 100に加算されるようになった。その結果、バウアーの「ハーレム・シェイク」は同日付のHot 100で初登場1位を獲得した。

### リミックス
『ビルボード』は、音楽業界内部の人々がリミックスに関して起きたと考えていた問題にも答えた。2000年代初期から現れてきた傾向として、「リミックス」が曲構成や歌詞の内容が元のバージョンとまるっきり違ってしまい、ほとんど新しい曲のようになってしまった。通常の状況では曲のアルバム版や「ラジオ」ミックスやダンス・ミュージックミックスなどのエアプレイポイントはHot 100において曲の成績としていたが、それは曲構成や歌詞、メロディーは同じままであった。批評は曲が再録音されたときに元の曲ともはや似てもにつかなくなった所から起き始めた。この話における最初の例として、ジェニファー・ロペスの「アイム・リアル」がある。最初はHot 100にアルバム版が入ったのであるが、「リミックス」はアルバム版がチャートを上がる途中にラッパーのジャ・ルールをフィーチャーして出された。この「リミックス」版はアルバム版よりも人気があり、ついには1位を獲得した。
この問題を解決するために、『ビルボード』はエアプレイポイントをオリジナル版とリミックス版で分けることにした。それは、もしリミックスが「新曲」と見なされた場合である。この新ルールで管理されるようになってから、数曲がチャートに2回現れるようになった。その場合、基本的に "Part 1"、"Part 2" とクレジットされるようになった。リミックスに関するルールは現在もこのままである。

### リカレント・チャートとリエントリー
1991年以降、ビルボードは一部のチャートで、下位に長くとどまる楽曲をチャート活性化のためにランキングから除外し、リカレント・チャートと呼ばれる別のチャートに移すようになった。Hot 100で言えば、滞在21週を超える曲が51位以下になった場合はHot 100から外され、リカレント・チャートに移動することになっている。リカレント・チャート入りの基準、Hot 100へのリエントリーの扱いはケース・バイ・ケースであるものの、クリスマス関連の楽曲がクリスマスシーズンに再びヒットし、例えHot 100で上位ランクインに相当するポイントを挙げた場合でも、最初のヒット時以外はHot 100へのリエントリーは認められず、リカレント・チャートへのランクインに限定される。
例外的に、アメリカ同時多発テロの後にリー・グリーンウッドの「ゴッド・ブレス・ザ・USA」と、ホイットニー・ヒューストンの歌うアメリカ合衆国国歌「星条旗」がHot 100にリエントリーしたことがある。
2012年2月25日付からチャートルールが変更され、一度リカレント・チャート入りした楽曲でも、Hot 100で50位以上相当の場合Hot 100チャートに再び載ることが可能になった。その結果、ホイットニー・ヒューストンの「オールウェイズ・ラヴ・ユー」は同日付のHot 100で7位に再登場した。

## 年間チャート
『ビルボード』の「Chart Year(チャート集計年度)」は12月最初の週から11月最後の週までとなっている。チャート集計年度が暦と一致しないのは、『ビルボード』が12月の早い段階に年間チャートの集計を済ませて、12月最後の週の号に載せることを考慮したものである。
ニールセン・サウンドスキャンが導入される1991年以前は、年間チャートはHot 100における順位を逆数にしたポイントを基に計算されていた。大まかに説明すると、曲が100位に1週いた場合は1ポイント、99位に1週いた場合は2ポイントとして、1位に1週いた場合100ポイント…と上がっていく仕組みだが、実際の集計ルールはチャート集計年度によって微妙に異なっている。
『ビルボード』が、ニールセン・サウンドスキャンからセールスやエアプレイの情報を得るようになってから、年間チャートは非常に分かりやすくなり、チャート集計年度におけるセールス～デジタルダウンロードの合計数、エアプレイポイント（その曲が1週あたりに獲得した聴取者）の合計数、またHot 100の集計にストリーミング再生数が盛り込まれるようになってからはストリーミング再生の合計数をそれぞれ集計し、一定の構成比で算出したものとなった。こうすることでチャート集計年度における最も人気のある曲がよりはっきりと分かるようになった。例えば3月に4週間1位になった曲と7月に2週間3位になった曲があった場合、前述した毎週の順位を逆数としたポイント集計では前者のほうが勝っていても、年間を通じたデジタルダウンロードと獲得聴取者、ストリーミング再生の数で後者が勝っていた場合、年間チャートの順位は後者のほうが上となる。
また、チャート集計年度の変わり目である11月から12月にチャート上でのピークを迎えた曲は、多くの場合年間チャート順位が思っていたよりも低く出ることがある。それは、まだその年のチャートに残っていることで、獲得ポイントが2つのチャート集計年度の間で分けられてしまう為である。
- 1946年から歴代の年間ナンバーワン　- List of Billboard Year-End number-one singles and albums （英文ページ）

## 課題
Hot 100の限界は何度も言われ続けてきた。Hot 100がシングルの発売および売上を基準にしてきたので、人気のある曲でもシングルとして発売されていないが故にHot 100にランクインしないという問題も発生した。この問題は1998年12月に「シングル発売していない曲もHot 100のランキング対象に含める」という基準の変更が行われるまで解決することはなかった。
音楽歴史家はHot 100は週間、年間でどの曲が人気だったかを計る正確なゲージであったとはほとんど信じていない。例として、1950年代から1960年代にかけて賄賂などの問題が順位をねじ曲げた。多くは表には出てきていない。
さらに、ポピュラー音楽の歴史は印象的なチャートの歴史となると共にチャートにとって特筆すべき多くの失敗を浮かび上がらせる。特定のアーティスト（ピンク・フロイド、レッド・ツェッペリン、グレイトフル・デッドなど）は週間シングルチャートとは無関係に非常に大きなアルバムの売上を達成している。音楽産業におけるビジネスの変化はアーティストの統計上の「記録」にも影響を与えた。シングルの発売はより頻繁で規則的になり、かつてよりも短期間しかチャートに登場しないことを期待したのである。そうして歴史的な比較を幾分意味のないものとした。Hot 100チャートにおいて10週以上連続1位を獲得した曲は2015年末までに27曲あるが、1991年以前は2曲（デビー・ブーンの「恋するデビー」とオリビア・ニュートン＝ジョンの「フィジカル」）しか存在しなかった。1991年以前に初登場1位を成し遂げた曲は全くない。1991年に集計方法が変更になってから数十曲以上が初登場1位を成し遂げている。
戦略もその一部である。多くのアーティストが自身のチャート順位を上げるために対策した。例えば、シングルを競争が弱い週にデビューさせたり、シングルの価格を大幅に割り引くことで財政的な損失が発生した。その一方で、他のアーティストは自身の最もマーケット向きな曲でもアルバム売り上げを伸ばすためにシングルとして発売するのに慎重だった。特に1990年代、多くのMTVで多く流された曲やラジオでのヒット曲は単体のシングルとしては発売されなかった。こういった対抗戦略によってHot 100チャートは必ずしもアメリカにおいて最も人気のあるヒット曲を並べていないと言われるようになってしまった。こういった戦略が主な理由となって1998年12月に基準の変更が行われたのである。
一部の評論家は限られた数のシングルを過度に強調したことが音楽産業の発展をゆがめてしまったと主張した。そういった批判はデジタル・ダウンロードの発展が「シングル・セールス」の概念を新しくすると共に段々と適切ではなくなってきた。
幸か不幸か、『ビルボード』のチャートは20世紀後半の半世紀、アメリカにおいて曲の人気を計る上で広く知られた唯一のレポートとして存在することを許された。キャッシュボックスやレコード・ワールド、ラジオ&レコーズのようなライバルチャートは時に大きく異なったチャートを互い違いに提供していた。しかしながら全てのチャートを完全に混ぜたとしてもアメリカン・ポピュラー・ミュージックの完全な概要とはならなかった。

## 関連情報
- Hot 100は長期に渡ってデータソースをラジオ番組のAmerican Top 40に提供してきた。その関係は1995年に終わった。もっとも、1991年11月30日からはAmerican Top 40はエアプレイ回数のみのランキングである「TOP40 Radio Monitor Chart」（現在の「Radio Songs Chart」）、1993年からは「TOP40 Mainstream Chart」（現在の「Mainstream TOP40」）を利用していた。
- 新しいチャートであるPop 100は『ビルボード』がHot 100がリズミカルな曲に偏る傾向があるという批判に応えて作られた。
- 「カナディアン・ホット100」(Canadian Hot 100) は2007年5月16日に始まった。Hot 100チャートのようにニールセン・サウンドスキャンとBDSが収集したセールスとエアプレイを利用している[6]。
- 「ジャパン・ホット100」(Japan Hot 100) は2008年5月31日から始まった。アメリカとカナダのHot 100チャートと同じ方法でやっており、セールスとエアプレイについてサウンドスキャン・ジャパンとプランテックの情報を利用している[7]。
- ボビー・ヘルムズの「ジングル・ベル・ロック」はアメリカのBillboard Hot 100にチャートインしてからトップ10入りまでの期間が最長の楽曲として、ギネス世界記録に認定されている。1958年8月18日に初登場し60年140日目の2019年1月5日に初のトップ10（8位）となった[8]。但し、Hot 100の前身であるTop 100では、1958年1月13日付で6位を獲得している[9]。
- Billboard Hot 100 からのチャートを引用した文献に、しばしば 101 位以下のランキングが掲載されることがある。これは、シングルが発売されているものの Hot 100 にはまだ上がってきていない曲のチャートである「バブリング・アンダー・ホット100シングル」(Bubbling Under HOT 100 Singles) からの引用である（アメリカの週刊本誌では現在このタイトルで掲載されている。）。このチャートは1959年6月1日に開始され、1985年8月24日付を最後に掲載を休止し、1992年12月5日付から再開され2019年現在に至っている。再開以後は101位以下から概ね125位程度までが掲載されている（1960年代には136位まで掲載されたこともある。1974年〜1985年は110位までの掲載だった）。これからのヒットが期待される曲のリストという意味合いから、Hot 100 から下降してきた曲は掲載されない。過去には、ビートルズの I'm Down （最高1位3週のHelp !のB面、最高101位、1965年）や、エルビス・プレスリーの Suspicion （最高34位の Kiss Me Quick のB面、最高103位、1964年）、You'll Be Gone （最高21位の Do the Clam のB面、最高121位、1965年）など多数あるが、いずれもセールス分がA面曲にカウントされたためのラジオのオンエアによる記録であった[10]。このチャートはメインの Hot 100 Singles の延長と捉えられているが、前述のとおり掲載がなかった時期もある。Bubbling Under HOT 100 SinglesからHOT 100の1位へと最も急上昇した楽曲は、ブリトニー・スピアーズの「Hold It Against Me」で、2011年1月29日付にて前週の124位から1位への上昇を記録した。

## チャートインした日本人アーティスト
2024年現在、トップ10にランクインした日本人ソロ・アーティストは坂本九（1963年）とJoji（2022年）の2名のみ。
| No.                           | 最高位日付 | タイトル                         | アーティスト                                                                                            | 最高位 | 週数 | 出典   |
| ----------------------------- | ---------- | -------------------------------- | --- | ------ | ---- | ------ |
| 1                             | 1963.06.15 | Sukiyaki                         | 坂本九                                                                                                  | 1      | 14   | [ 11 ] |
| 2                             | 1963.09.21 | China Nights(Shina No Yoru)      | 坂本九                                                                                                  | 58     | 6    | [ 11 ] |
| 3                             | 1969.09.06 | Give Peace a Chance              | プラスティック・オノ・バンド（オノ・ヨーコ）                                                            | 14     | 9    | [ 12 ] |
| 4                             | 1970.01.17 | Cold Turkey                      | プラスティック・オノ・バンド（オノ・ヨーコ）                                                            | 30     | 12   | [ 12 ] |
| 5                             | 1970.03.28 | Instant Karma!                   | ジョン・オノ・レノン（オノ・ヨーコ）                                                                    | 3      | 13   | [ 13 ] |
| 6                             | 1971.01.30 | Mother                           | ジョン・レノン / プラスティック・オノ・バンド（オノ・ヨーコ）                                           | 43     | 6    | [ 13 ] |
| 7                             | 1971.05.01 | Power to the People              | ジョン・レノン / プラスティック・オノ・バンド（オノ・ヨーコ）                                           | 11     | 9    | [ 13 ] |
| 8                             | 1971.11.13 | Imagine                          | ジョン・レノン / プラスティック・オノ・バンド（オノ・ヨーコ）                                           | 3      | 9    | [ 13 ] |
| 9                             | 1972.06.10 | Woman Is the Nigger of the World | ジョン・レノン / プラスティック・オノ・バンド with エレファンツ・メモリー（オノ・ヨーコ）               | 57     | 5    | [ 13 ] |
| 10                            | 1974.11.16 | Whatever Gets You thru the Night | ジョン・レノン / プラスティック・オノ・ニュークリア・バンド（オノ・ヨーコ）                             | 1      | 15   | [ 13 ] |
| 11                            | 1979.08.04 | Kiss in the Dark                 | ピンク・レディー                                                                                        | 37     | 11   | [ 14 ] |
| 12                            | 1980.03.15 | Computer Game                    | YMO | 60     | 9    | [ 15 ] |
| 13                            | 1981.04.04 | Walking on Thin Ice              | オノ・ヨーコ                                                                                            | 58     | 10   | [ 12 ] |
| 14                            | 1981.07.25 | Love Light                       | 横倉裕                                                                                                  | 81     | 3    | [ 16 ] |
| 15                            | 1988.10.22 | Jealous Guy                      | ジョン・レノン & プラスティック・オノ・バンド（オノ・ヨーコ）                                           | 80     | 4    | [ 13 ] |
| 16                            | 1990.07.21 | The Right Combination            | 松田聖子 & ドニー・ウォールバーグ                                                                       | 54     | 13   | [ 17 ] |
| 17                            | 1990.11.17 | Groove Is in the Heart           | ディー・ライト（テイ・トウワ）                                                                          | 4      | 23   | [ 18 ] |
| 18                            | 1991.02.16 | Power of Love                    | ディー・ライト（テイ・トウワ）                                                                          | 47     | 10   | [ 19 ] |
| 19                            | 1991.11.23 | Something Got Me Started         | シンプリー・レッド（屋敷豪太）                                                                          | 23     | 14   | [ 20 ] |
| 20                            | 1992.03.14 | Stars                            | シンプリー・レッド（屋敷豪太）                                                                          | 44     | 14   | [ 20 ] |
| 21                            | 2016.10.29 | PPAP (Pen-Pineapple-Apple-Pen)   | ピコ太郎                                                                                                | 77     | 4    | [ 21 ] |
| 22                            | 2018.01.27 | Best Friend                      | ソフィー・タッカー feat. ナーヴォ, ザ・ノックス & 植野有砂                                              | 81     | 5    | [ 22 ] |
| 23                            | 2019.02.02 | Face My Fears                    | 宇多田ヒカル & スクリレックス                                                                           | 98     | 1    | [ 23 ] |
| 24                            | 2019.06.29 | Sanctuary                        | Joji | 80     | 1    | [ 24 ] |
| 25                            | 2019.11.16 | Slow Dancing in the Dark         | Joji | 69     | 13   | [ 25 ] |
| 26                            | 2020.02.22 | Run                              | Joji | 68     | 1    | [ 26 ] |
| 27                            | 2021.10.16 | The Feels                        | TWICE（ミナ、サナ、モモ）                                                                               | 83     | 1    | [ 27 ] |
| 28                            | 2022.07.02 | Glimpse of Us                    | Joji | 8      | 20   | [ 28 ] |
| 29                            | 2022.11.19 | Die for You                      | Joji | 53     | 3    | [ 29 ] |
| 30                            | 2022.12.31 | Happy Xmas (War Is Over)         | ジョン・レノン ＆ オノ・ヨーコ / プラスティック・オノ・バンド with ザ・ハーレム・コミュニティ・クワイア | 38     | 6    | [ 12 ] |
| 31                            | 2023.02.04 | Moonlight Sunrise                | TWICE（ミナ、サナ、モモ）                                                                               | 84     | 1    | [ 27 ] |
| 32                            | 2024.03.09 | Easy                             | LE SSERAFIM（サクラ、カズハ）                                                                           | 99     | 1    | [ 30 ] |
| 33                            | 2024.04.20 | Magnetic                         | ILLIT（モカ、イロハ）                                                                                   | 91     | 1    | [ 31 ] |
| 34                            | 2024.08.03 | Mamushi                          | メーガン・ザ・スタリオン feat. 千葉雄喜 / feat. TWICE（ミナ、サナ、モモ）                               | 36     | 20   | [ 32 ] |
| 35                            | 2024.09.14 | Crazy                            | LE SSERAFIM（サクラ、カズハ）                                                                           | 76     | 2    | [ 33 ] |
| 36                            | 2025.08.16 | Strategy                         | TWICE（ミナ、サナ、モモ）                                                                               | 69     | 3    | [ 27 ] |
| ＊（ ）内は日本人アーティスト |            |                                  | |        |      |        |